# Autour australien
Tachyspiza fasciatus
Espèce
Statut CITES
Statut de conservation UICN

 LC  : Préoccupation mineure
L’Autour australien (Tachyspiza fasciatus) est une espèce de rapaces de la famille des Accipitridae.

## Description
Il mesure 40 à 55 cm de longueur et a une envergure de 75 à 95 cm. Les mâles adultes pèsent 220 g, et les femelles 355 g. Les femelles sont nettement plus grandes que les mâles.
Le dos est gris avec un collier marron; les parties inférieures sont essentiellement rousses, finement barrées de blanc. Ainsi, il ressemble à l'épervier à collier roux, mais en nettement plus grand. Le vol est rapide et flexible.

## Habitat
On le trouve dans les forêts et les zones boisées.

## Alimentation
Il se nourrit essentiellement d'oiseaux mais aussi de petits mammifères, de reptiles, d'amphibiens, occasionnellement d'insectes.

## Reproduction
Il niche dans de grands arbres sur une plate-forme de bâtonnets et de brindilles doublée de feuilles vertes. La taille de la couvée est habituellement de 3, parfois 2 ou 4 œufs. La période d'incubation est d'environ 30 jours, avec les poussins s'envolant environ 31 jours après l'éclosion.

## Répartition et sous-espèces
Selon la classification de référence du Congrès ornithologique international (15.1, 2025) il se répartit en treize sous-espèces (ordre philogénique) :
- T. f. natalis (Lister, 1889) — île Christmas ;
- T. f. wallacii (Sharpe, 1874) — petites îles de la Sonde ;
- T. f. tjendanae (Stresemann, 1925) — Sumba ;
- T. f. stresemanni (Rensch, 1931) — îles au sud de Célèbes ;
- T. f. savu (Mayr, 1941) — Savu ;
- T. f. hellmayri (Stresemann, 1922) — Rote, Semau et Timor ;
- T. f. buruensis (Stresemann, 1914) — Buru ;
- T. f. dogwa (Rand, 1941) — Trans-Fly, Boigu et Saibai ;
- T. f. polycryptus Rothschild & Hartert, 1915 — est de la Nouvelle-Guinée ;
- T. f. vigilax (Wetmore, 1926) — Vanuatu et Nouvelle-Calédonie ;
- T. f. didimus (Mathews, 1912) — façade nord de l'Australie ;
- T. f. fasciatus (Vigors & Horsfield, 1827) — Australie, Tasmanie, Rennell et Bellona (îles Salomon) ;
- T. f. rosselianus (Mayr, 1940) — Rossel.